# Uliwood Party
Uliwood Party è un libro, pubblicato nel 2007, del giornalista Marco Travaglio. Il libro è una raccolta di articoli scritti dal giornalista nell'omonima rubrica del quotidiano l'Unità nel periodo tra il gennaio 2006 e il marzo 2007.
In questo libro Travaglio critica la maggioranza di centrosinistra di Prodi, soprattutto sull'indulto e sulla cosiddetta "legge Mastella" sulle intercettazioni, che secondo Travaglio puntava a imbavagliare il giornalismo "scomodo".